# Deadwind
Deadwind (Karppi) è una serie televisiva finlandese creata e diretta da Rike Jokela. La prima stagione è stata interamente pubblicata il 14 marzo 2018 sul servizio streaming Yle Areena e dallo stesso giorno è andata anche in onda sul canale della televisione pubblica Yle TV2. Dall'aprile 2020 viene trasmessa sul canale Yle TV1. Inoltre, la serie è stata interamente pubblicata a livello internazionale su Netflix il 23 agosto 2018.
La seconda stagione è stata trasmessa su Yle TV1 nella primavera 2020 ed è stata distribuita in Italia il 1º luglio 2020 sulla piattaforma Netflix.

## Trama
La poliziotta Sophia Karppi torna a lavorare nel dipartimento di polizia di Helsinki dopo la morte accidentale del marito. Karppi viene affiancata al giovane agente Sakari Nurmi, che viene trasferito dalla polizia finanziaria alla squadra omicidi. Il primo caso per Sophia nella squadra omicidi inizia con il ritrovamento del cadavere di una giovane donna all'interno di un'area sulla quale dovrebbe presto essere realizzato un complesso residenziale a basso impatto ecologico ed auto-sufficiente. I vestiti della vittima vengono ritrovati ordinatamente piegati poco distanti dal corpo che è invece imbustato nel nylon con delle calle a corredo. L'indagine si espanderà fino a coinvolgere importanti aziende finlandesi e tedesche, congregazioni religiose, contrabbandieri.

## Episodi
| Stagione         | Episodi | Pubblicazione Finlandia | Pubblicazione Italia |
| ---------------- | ------- | ----------------------- | -------------------- |
| Prima stagione   | 12      | 2018                    | 2018                 |
| Seconda stagione | 8       | 2020                    | 2020                 |
| Terza stagione   | 8       | 2021                    | 2022                 |

## Personaggi
- Pihla Viitala è Sofia Karppi (doppiata da Gea Riva)
- Lauri Tilkanen è Sakari Nurmi (doppiato da Mattia Bressan)
- Jani Volanen è Usko Bergdahl (doppiato da Matteo Brusamonti)
- Ville Myllyrinne è JP (doppiato da Francesco Cataldo)
- Pamela Tola è Anna Bergdahl
- Eedit Patrakka è Armi Bergdahl
- Elsa Brotherus è Isla Bergdahl
- Tommi Korpela è Alex Hoikkala (doppiato da Riccardo Lombardi)
- Pirjo Lonka è Julia Hoikkala
- Riku Nieminen è Roope Hoikkala (doppiato da Alessandro Zurla)
- Jonna Järnefelt è Linda Hoikkala (doppiata da Luisa Ziliotto)
- Raimo Grönberg è Tapio Koskimäki (doppiato da Massimiliano Lotti)
- Mimosa Willamo è Henna Honkasuo (doppiata da Deborah Morese)
- Noa Tola è Emil Karppi (doppiato da Giulia Maniglio)
- Mikko Nousiainen è Jarkko Vaahtera
- Marjaana Maijala è Maria Litma
- Tobias Zilliacus è Rannikko
- August Wittgenstein è Andreas Wolf (doppiato da Alessandro Capra)
- Vera Kiiskinen è Raisa Peltola
- Kari Hietalahti è Louhivuori
- Antti Virmavirta è Lennart
- Ylermi Rajamaa è Kiiski
- Antti Reini è Stig Olander
- Eero Ritala è Leo Rastas
- Alina Tomnikov è Iiris
- Sulevi Peltola è Tuomas
- Lilga Kovanko è Saara
- Juhani Niemelä è Paavali Pusenius
- Eero Milonoff è Jyränkoski
- Rabbe Smedlund è Fredrik Hoikkala

## Accoglienza
La prima stagione di Deadwind ha ricevuto recensioni e valutazioni molto positive dopo la messa in onda su Yle TV2. È stata paragonata alla serie danese poliziesca The Killing ed è stata candidata al Nordisk Film & TV Fond Award 2018 nella categoria Miglior sceneggiatura nordica.